# Koppe no
Koppe no är en spindelart som beskrevs av Christa L. Deeleman-Reinhold 200. Koppe no ingår i släktet Koppe och familjen flinkspindlar.
Artens utbredningsområde är Sulawesi. Inga underarter finns listade i Catalogue of Life.